# Jasey Jay Anderson
Jasey Jay Anderson (Montréal, 13 aprile 1975) è un ex snowboarder canadese.

## Biografia
Olimpionico di slalom gigante parallelo, nell'edizione dei Olimpiadi di Vancouver 2010, Jasey Jay Anderson in carriera ha ottenuto anche quattro titoli mondiali; il primo nel 2001 a Madonna di Campiglio in slalom gigante, due a Whistler Mountain 2005 (in slalom gigante e in slalom gigante parallelo) e l'ultimo quattro anni dopo, a Gangwon 2009 (nel gigante parallelo).
Lo sciatore vanta anche quattro Coppe del Mondo vinte consecutivamente del 2001 al 2004 e due coppe di specialità di snowboard cross ottenute nel 2002 e nel 2006.

## Palmarès

### Olimpiadi
- 1 medaglia:
  - 1 oro (slalom gigante parallelo a Vancouver 2010)

### Mondiali
- 4 medaglie:
  - 4 ori (slalom gigante a Madonna di Campiglio 2001; slalom gigante, slalom gigante parallelo a Whistler Mountain 2005; slalom gigante parallelo a Gangwon 2009)

### Coppa del Mondo
- Vincitore della Coppa del Mondo generale di snowboard nel 2001, nel 2002, nel 2003 e nel 2004
- Vincitore della Coppa del Mondo di snowboard cross nel 2002 e nel 2006
- 63 podi:
  - 28 vittorie
  - 11 secondi posti
  - 24 terzi posti

#### Coppa del Mondo - vittorie
| Data             | Luogo             | Paese         | Disciplina |
| ---------------- | ----------------- | ------------- | ---------- |
| 20 novembre 1998 | Tandådalen        | Svezia        | GS         |
| 26 febbraio 2000 | Shiga Kōgen       | Giappone      | GS         |
| 3 marzo 2000     | Park City         | Stati Uniti   | SBX        |
| 16 dicembre 2000 | Mont-Sainte-Anne  | Canada        | GS         |
| 13 gennaio 2001  | Morzine-Les Gets  | Francia       | SBX        |
| 14 gennaio 2001  | Morzine           | Francia       | SBX        |
| 19 gennaio 2001  | Plan de Corones   | Italia        | SBX        |
| 16 febbraio 2001 | Sapporo           | Giappone      | SBX        |
| 17 febbraio 2001 | Sapporo           | Giappone      | PGS        |
| 17 marzo 2001    | Ruka              | Finlandia     | SBX        |
| 18 gennaio 2002  | Bardonecchia      | Italia        | SBX        |
| 15 marzo 2002    | Ruka              | Finlandia     | SBX        |
| 23 marzo 2002    | Tandådalen        | Svezia        | SBX        |
| 26 gennaio 2003  | Berchtesgaden     | Germania      | SBX        |
| 29 gennaio 2003  | San Candido       | Italia        | SBX        |
| 14 marzo 2003    | Arosa             | Svizzera      | PGS        |
| 7 febbraio 2004  | Berchtesgaden     | Germania      | SBX        |
| 14 dicembre 2004 | Nassfeld-Hermagor | Austria       | SBX        |
| 15 dicembre 2004 | Nassfeld-Hermagor | Austria       | SBX        |
| 9 dicembre 2005  | Whistler          | Canada        | SBX        |
| 25 febbraio 2007 | Sungwoo           | Corea del Sud | PGS        |
| 24 febbraio 2008 | Gujō-Gifu         | Giappone      | PGS        |
| 15 marzo 2009    | La Molina         | Spagna        | PGS        |
| 22 marzo 2009    | Valmalenco        | Italia        | PGS        |
| 17 dicembre 2009 | Telluride         | Stati Uniti   | PGS        |
| 6 gennaio 2010   | Kreischberg       | Austria       | PGS        |
| 21 gennaio 2010  | La Molina         | Spagna        | PGS        |
| 26 gennaio 2018  | Bansko            | Bulgaria      | PGS        |

Legenda:

GS = Slalom gigante

PGS = Slalom gigante parallelo